# Bruno Condé
Bruno Condé (* 5. März 1920 in Nancy; † 11. Februar 2004 ebenda) war ein französischer Höhlenforscher und Zoologe. 

## Leben
Condé war der Sohn von Marguerite Baudot und Georges Condé, einem Kunstmaler. Er studierte in Nancy und begann 1943 seine Karriere als Präparator für Botanik an der wissenschaftlichen Fakultät der Universität Nancy. Zwei Jahre später wurde er Assistent am Lehrstuhl für Zoologie, den der Zoologe Paul Remy (1894–1962) innehatte. 1948 wurde Condé zum Leiter der praktischen Studien ernannt und 1952 verteidigte er seine Dissertation Matériaux pour une monographie des Diploures Campodéidés in den Naturwissenschaften. Darin beschreibt er unter anderem eine neue Gattung und zwei neue Arten aus der Familie Campodeidae in der Ordnung der Doppelschwänze (Diplura).
1955 wurde Condé stellvertretender Direktor des Zoologischen Museums von Nancy und 1960 Direktor. 1962 wurde er Universitätsprofessor.
Im November 1961 war er Gründungspräsident der Union spéléologique de l’agglomération nancéienne, eines Höhlenforschungsclubs mit einer streng wissenschaftlichen Ausrichtung. 58 Jahre war er Mitglied der Académie lorraine des sciences. 1972 wurde er korrespondierendes, assoziiertes Mitglied der Académie de Stanislas und 1976 wurde er mit dem Grand Prix der Académie für die Errichtung des tropischen Aquariums von Nancy ausgezeichnet, das 1971 eröffnet wurde. Condé gründete auch die Zeitschrift Revue française d’aquariologie et d’herpétologie, in der Berichte über die in diesem Aquarium gemachten wissenschaftlichen Beobachtungen veröffentlicht wurden.
Condés Forschungsschwerpunkte waren die Morphologie, Entwicklung, Ökologie und Biogeographie der Familie Campodeidae, insbesondere die Phylogenese der Unterfamilien Campodeinae, Hemicampinae und Lepidocampinae. Condé studierte die Anatomie der Beintastler, sehr kleiner und schwer zu sammelnder höhlenbewohnender Gliederfüßer, für die er eine neue Klassifikation entwarf. Außerdem interessierte er sich für die Unterklasse Penicillata aus der Klasse der Doppelfüßer, deren postembryonale Entwicklung, Morphologie und Biogeographie er untersuchte. Als letzte Gruppe der Wirbellosen befasste er sich schließlich mit den Palpenläufern (Palpigradi), für die er ebenfalls eine Klassifikation erstellt hatte, die auf einer neuen Studie der Anatomie beruht.
In Zusammenarbeit mit Paul Schauenberg studierte er die Biologie der Europäischen Wildkatze (Felis silvestris), wodurch die beiden zu den führenden Wildkatzenexperten in Europa zählten. Um ihr Verhalten zu beobachten, züchtete er sowohl in seinem Labor als auch bei sich zu Hause in der Rue de la Ravinelle sowie auf dem Grundstück seiner Eltern in La Poste de Velaine Wildkatzen, wobei die Tiere sowohl in Käfigen als auch in Freiheit gehalten wurden.
Condé war 58 Jahre lang Mitglied der Société zoologique de France, von 1983 bis 2000 Vorstandsmitglied und von 1992 bis 1994 deren Präsident.
Condés Bibliographie umfasst 320 Veröffentlichungen, darunter befinden sich die Erstbeschreibungen von 167 Arten. 1989 ging er in den Ruhestand.

## Dedikationsnamen
Nach Condé sind 29 Arten benannt, darunter:
- Leptoneta condei Dresco, 1987
- Eosentomon condei da Cunha, 1950
- Pristiphora condei Lindqvist, 1955
- Oritoniscus condei Brian, 1956
- Eukoenenia condei Orghidan, Georgesco & Sârbu, 1982
- Allopauropus condei Remy, 1947
- Acerentomon condei Nosek & Dallai, 1982
- Acerentulus condei Nosek, 1983
- Ionescuellum condei Nosek, 1965
- Proturentomon condei Nosek, 1967
- Alaskaentomon condei Nosek, 1981
- Amoria jamrachii amoria jamrachi condei Bail & Limpus, 2001
- Apistoloricaria condei Isbrücker & Nijssen, 1986
- Athetis condei Viette, 1963
- Barbus condei Mahnert & Géry, 1982
- Cercomantispa condei Poivre, 1982
- Charax condei Géry & Knöppel, 1976
- Cirrhilabrus condei Allen & Randall, 1996
- Kenyentulus condei Prabhoo, 1975
- Litocampa condei Ferguson, 1999
- Madagascarentomon condei Nosek, 1978
- Madagascaridia condei Nosek, 1978
- Minolia condei Poppe, Tagaro & Dekker, 2006
- Mitrella condei Rolán, 2005
- Nosekiella condei Tuxen, 1955
- Pagodula condei Houart, 2003
- Remulopygus condei Demange, 1961
- Turris condei Vera-Pelaez, Vega-Luz & Lozano-Francisco, 2000
- Xenotrechus condei Barr & Krekeler, 1967